# FernGully 2. – Mágikus mentőakció
A FernGully 2. – Mágikus mentőakció (eredeti cím: FernGully 2: The Magical Rescue) 1997-ben megjelent amerikai rajzfilm, amely az 1992-ben bemutatott FernGully, az utolsó esőerdő című mozifilm folytatása. A forgatókönyvet Richard Tulloch, Chris Fink és Carol Hughes írta, a rajzfilmet Phil Robinson és Dave Marshall rendezte, a zenéjét Nerida Tyson-Chew szerezte, a producerei Richard Harper, Jeffrey Kahan és Brian Rosen voltak. A Fox Animation Studios, a Wild Brain Productions és a Wang Film Productions készítette, a 20th Century Fox forgalmazta.
Amerikában 1998. március 17-én, Magyarországon 1998. április 2-án adták ki VHS-en.

## Szereplők
| Szereplő        | Eredeti hang       | Magyar hang       |
| --------------- | ------------------ | ----------------- |
| Crysta          | Laura Erlich       | Somlai Edina      |
| Batty Koda      | Matt K. Miller     | Bolba Tamás       |
| Pips            | Digory Oaks        | Fekete Zoltán     |
| Mac             | Gary Martin        | N/A               |
| Goanna          | Gary Martin        | N/A               |
| Főnök           | Harry Joseph       | Várkonyi András   |
| Budgie          | Connie Champagne   | N/A               |
| Mr. Chuckles    | Michael Scott Ryan | N/A               |
| Crysta apja     | Phil Robinson      | Szabó Ottó        |
| Stump           | Erik Bergmann      | Bácskai János     |
| Hajóskapitány   | Erik Bergmann      | N/A               |
| Nugget          | Holly Conner       | N/A               |
| Bandy           | Holly Conner       | N/A               |
| Kenguru mama    | Holly Conner       | N/A               |
| Bark            | Kate T Vogt        | N/A               |
| Wal             | Kate T Vogt        | N/A               |
| Root            | James Baker        | N/A               |
| Twig            | JF Rockstar        | N/A               |
| Slasher és Boof | David Rasner       | (saját hangjukon) |